# أوبا سانغانتي
أوبا سانغانتي (من مواليد 1 فبراير 1991) هو لاعب كرة قدم محترف يلعب كلاعب خط وسط ويلعب لنادي دونكيرك . ولد في السنغال، ويلعب مع منتخب غينيا بيساو.

## مسيرته مع الأندية
انتقل سانغانتي إلى فرنسا قادماً من السنغال وهو في السادسة من عمره، ولعب كرة القدم منذ أن كان طفلاً.  لقد ظهر لأول مرة احترافيًا مع شاتورو في فوز 3–2 الدوري الفرنسي الدرجة الثانية على بريست في 28 يوليو 2017 
في 12 يوليو 2023، وقع سانغانتي مع دونكيرك . 

## المسيرة الدولية
ولد أوبا سانغانتي في السنغال. ويحمل الجنسيات السنغالية وغينيا بيساو والفرنسية .  تم استدعاؤه لتمثيل غينيا بيساو في عام  2020. ظهر لأول مرة مع غينيا بيساو في خسارة في تصفيات كأس الأمم الإفريقية 2–0 أمام السنغال في 13 نوفمبر 2020 

## روابط خارجية
- أوبا سانغانتي  على سكروي